# Колібрі-комета
Колі́брі-коме́та (Polyonymus caroli) — вид серпокрильцеподібних птахів родини колібрієвих (Trochilidae). Ендемік Перу. Це єдиний представник монотипового роду Колібрі-комета (Polyonymus). Вид названий на честь французького натураліста Шарля Люсьєна Бонапарта.

## Опис
Довжина птаха становить 11-13 см, вага 4,8 г. У самців верхня частина тіла темно-бронзово-зелені. Хвіст довгий, роздовоєний, центральні стернові пера бронзово-зелені, решта стернових пер металево-сині або фіолетові, на кінці бронзові, нижня сторона цих пер повністю металево-синя, крайні стернові пера мають білі краї. За очима білі плями. Горло рожевувато-фіолетове, нижня частина тіла бронзово-зелена. 
У самиць горло оранжеве, блискуче, решта нижньої частини тіла у них світло-сіра, місцями поцяткована зеленими плямками, хвіст коротший, менш роздвоєний. Молоді птахи мають блідіше забарвлення, нижня частина тіла у них поцяткована золотистим візерунком, горло у них зелене, у молодих самців горло поцятковане рожевими плямками. Хвіст у молодих птахів помітно коротший і менш роздвоєний, ніж у дорослих птахів.

## Поширення і екологія
Колібрі-комети живуть на напівпосушливих, порослих чагарниками, кактусами, агавами або сухими тропічними лісами західних схилах Перуанських Анд, від Кахамарки до західної Арекіпи. Зустрічаються переважно на висоті від 1500 до 3600 м над рівнем моря, в гірських долинах між річками Мараньйон і Мантаро на висоті від 2100 до 3400 м над рівнем моря. Ведуть переважно осілий спосіб життя. Живляться нектаром квітів, зокрема нектаром омели з роду Phygilanthus, а також дрібними комахами. Сезон розмноження триває в листопаді-грудні.